# Supercoppa UEFA 1992
La Supercoppa UEFA 1992 è stata la diciassettesima edizione della Supercoppa UEFA.
Si è svolta il 10 febbraio e 10 marzo 1993 in gara di andata e ritorno tra la squadra vincitrice della Coppa dei Campioni 1991-1992, ovvero gli spagnoli del Barcellona, e la squadra vincitrice della Coppa delle Coppe 1991-1992, ossia i tedeschi del Werder Brema.
A conquistare il titolo è stato il Barcellona che ha pareggiato la gara di andata a Brema per 1-1 e ha vinto la gara di ritorno a Barcellona per 2-1.

## Partecipanti
| Squadre      | Qualificazione                                | Partecipazioni precedenti (il grassetto indica la vittoria) |
| ------------ | --------------------------------------------- | ----------------------------------------------------------- |
| Barcellona   | Vincitrice della Coppa dei Campioni 1991-1992 | 3 (1979, 1982, 1989)                                        |
| Werder Brema | Vincitrice della Coppa delle Coppe 1991-1992  | Nessuna                                                     |

## Tabellini

### Andata
| Arbitro: | Kim Milton Nielsen |

|            |           |             |
| Allofs 88’ | Marcatori | 38’ Salinas |

| Werder Brema | Barcellona |

| Werder Brema (5-3-2) |    |                       |     |     |
|                      |    |                       |     |     |
| P                    | 1  | Oliver Reck           |     |     |
| D                    | 2  | Manfred Bockenfeld    | 36’ |     |
| D                    | 3  | Thorsten Legat        |     |     |
| D                    | 4  | Rune Bratseth         |     |     |
| C                    | 5  | Marco Bode            |     | 69’ |
| D                    | 6  | Ulrich Borowka        |     |     |
| D                    | 7  | Dieter Eilts          |     |     |
| C                    | 8  | Mirko Votava (c)      |     |     |
| A                    | 9  | Bernd Hobsch          |     | 77’ |
| C                    | 10 | Andreas Herzog        |     |     |
| A                    | 11 | Frank Neubarth        |     |     |
| A disposizione:      |    |                       |     |     |
| P                    | 12 | Hans-Jürgen Gundelach |     |     |
| A                    | 13 | Stefan Kohn           |     | 69’ |
| C                    | 14 | Uwe Harttgen          |     |     |
| D                    | 15 | Thomas Schaaf         |     |     |
| A                    | 16 | Klaus Allofs          |     | 77’ |
| Allenatore:          |    |                       |     |     |
| Otto Rehhagel        |    |                       |     |     |

| Barcellona (4-4-2) |    |                        |     |     |
|                    |    |                        |     |     |
| P                  | 1  | Andoni Zubizarreta (c) |     |     |
| D                  | 2  | Albert Ferrer          |     |     |
| C                  | 3  | Guillermo Amor         | 54’ |     |
| D                  | 4  | Ronald Koeman          | 73’ |     |
| D                  | 5  | Miguel Ángel Nadal     |     |     |
| C                  | 6  | José Mari Bakero       | 61’ | 67’ |
| D                  | 7  | Jon Andoni Goikoetxea  |     |     |
| A                  | 8  | Hristo Stoičkov        |     |     |
| A                  | 9  | Julio Salinas          |     | 83’ |
| C                  | 10 | Richard Witschge       |     |     |
| C                  | 11 | Eusebio Sacristán      |     |     |
| A disposizione:    |    |                        |     |     |
| D                  | 12 | José Ramón Alexanko    |     |     |
| P                  | 13 | Carles Busquets        |     |     |
| A                  | 14 | Txiki Begiristain      |     | 67’ |
| D                  | 15 | Pablo Alfaro           |     |     |
| A                  | 16 | Thomas Christiansen    |     | 83’ |
| Allenatore:        |    |                        |     |     |
| Johan Cruijff      |    |                        |     |     |

### Ritorno
| Arbitro: | Bo Karlsson |

|                             |           |                  |
| Stoičkov 32’ Goikoetxea 48’ | Marcatori | 41’ (rig.) Rufer |

| Barcellona | Werder Brema |

| Barcellona (4-4-2) |    |                        |     |     |
|                    |    |                        |     |     |
| P                  | 1  | Andoni Zubizarreta (c) |     |     |
| D                  | 2  | Albert Ferrer          |     |     |
| C                  | 3  | Josep Guardiola        |     | 79’ |
| D                  | 4  | Ronald Koeman          |     |     |
| D                  | 5  | Miguel Ángel Nadal     |     |     |
| C                  | 6  | José Mari Bakero       |     | 50’ |
| D                  | 7  | Jon Andoni Goikoetxea  |     |     |
| A                  | 8  | Hristo Stoičkov        | 75’ |     |
| A                  | 9  | Michael Laudrup        |     |     |
| C                  | 10 | Guillermo Amor         |     |     |
| C                  | 11 | Eusebio Sacristán      |     |     |
| A disposizione:    |    |                        |     |     |
| D                  | 12 | José Ramón Alexanko    |     |     |
| P                  | 13 | Carles Busquets        |     |     |
| A                  | 14 | Txiki Begiristain      |     | 50’ |
| D                  | 15 | Pablo Alfaro           |     |     |
| A                  | 16 | Julio Salinas          |     | 79’ |
| Allenatore:        |    |                        |     |     |
| Johan Cruijff      |    |                        |     |     |

| Werder Brema (5-3-2) |    |                       |     |     |
|                      |    |                       |     |     |
| P                    | 1  | Oliver Reck           | 30’ |     |
| D                    | 2  | Thomas Schaaf (c)     |     | 30’ |
| D                    | 3  | Thorsten Legat        |     | 77’ |
| D                    | 4  | Rune Bratseth         |     |     |
| C                    | 5  | Thomas Wolter         |     |     |
| D                    | 6  | Ulrich Borowka        |     |     |
| D                    | 7  | Dieter Eilts          |     |     |
| A                    | 8  | Wynton Rufer          |     |     |
| A                    | 9  | Bernd Hobsch          |     |     |
| C                    | 10 | Andreas Herzog        |     |     |
| C                    | 11 | Marco Bode            |     |     |
| A disposizione:      |    |                       |     |     |
| P                    | 12 | Hans-Jürgen Gundelach |     | 30’ |
| A                    | 13 | Stefan Kohn           |     |     |
| A                    | 14 | Klaus Allofs          | 88’ | 77’ |
| D                    | 15 | Dietmar Beiersdorfer  |     |     |
| C                    | 16 | Uwe Harttgen          |     |     |
| Allenatore:          |    |                       |     |     |
| Otto Rehhagel        |    |                       |     |     |